# Ciliophora
I ciliati (Ciliophora) sono organismi unicellulari che si possono trovare nei mari, in acqua dolce, nel terreno e dovunque ci sia acqua. I ciliati sono un gruppo appartenente ai protisti, che annoverano circa 7500 specie. Sono considerati i protisti più sviluppati e più differenziati.
Il nome di ciliati deriva dal fatto che la loro superficie cellulare è ricoperta completamente o in parte da organelli simili a peli chiamati ciglia, che sono identici nella struttura ai flagelli ma più corti e presenti in numero molto maggiore, con una differente struttura ondulata rispetto ai flagelli. Le ciglia compaiono in tutti i membri del gruppo (sebbene i suttori li abbiano solo in una fase del loro ciclo) e sono usati per nuotare, strisciare, attaccarsi, mangiare e come organi di senso.

## Struttura

Struttura di un paramecio: 1) Vacuolo contrattile, 2) Vacuolo digestivo, 3) Macronucleo, 4) Micronucleo, 5) Citoprocto, 6) Citofaringe, 7) Citostoma, 8) Ciglia

La loro lunghezza va dai 50 ai 300 µm. In alcune specie la loro lunghezza raggiunge circa 2 mm. Una rete di fibrille contrattili, come i filamenti di actinomiosina e dei microtubuli, permette ai ciliati di modificare la loro struttura della superficie e di reagire agli stimoli chimico-fisici. In particolare, ai cambiamenti della concentrazione di idrogeno e di anidride carbonica i ciliati reagiscono con cambiamenti di direzione del loro movimento, finché non si trovano in un territorio con condizioni più favorevoli.
A differenza degli altri eucarioti i ciliati hanno due tipi differenti di nuclei (dimorfismo nucleare), uno piccolo (micronucleo), diploide usato per la riproduzione e uno più grande (macronucleo) ampliploide per il funzionamento della cellula. Il macronucleo è prodotto dal micronucleo per ampliamento del genoma. La sua divisione avviene per mitosi. Periodicamente il macronucleo deve essere rigenerato dal micronucleo. In molti questo avviene attraverso la riproduzione sessuale che avviene usualmente per coniugazione.

## Nutrizione
Fagocitosi-endocitosi scambio di superficie. La maggior parte dei ciliati si nutre di piccoli organismi (eterotrofia) come batteri e alghe. Il cibo viene portato alla bocca cellulare, dove avviene la maggior parte o totalità dell'ingestione, attraverso delle ciglia modificate. Queste includono generalmente una serie di membranelle alla sinistra della bocca e una membrana parorale sulla destra. Alcuni ciliati non hanno una vera e propria bocca e si nutrono per fagocitosi, mentre altri sono predatori e si nutrono di altri protisti o anche di altri ciliati.

## Strutture specializzate
Nei ciliati ipotrichi ci sono anche delle strutture che formano delle spazzole chiamate "cirri". Più spesso le ciglia che circondano l'organismo sono disposti in monocinetidi e dicinetidi che rispettivamente sono costituiti da uno o due cinetosomi (corpi basali) ciascuno dei quali può supportare un ciglio. Questi sono disposti in file che corrono dal lato anteriore a quello posteriore della cellula. I cinetidi del corpo e della bocca costituiscono la cosiddetta "infraciliatura", un'organizzazione unica del gruppo e importante nella loro classificazione. Essa include varie fibrille e microtubuli che hanno il compito di coordinare il movimento delle ciglia.
L'infraciliatura è una delle componenti più importanti della parete cellulare. Un'altra sono gli "alveoli", piccole vesciche sotto la membrana cellulare che sono raggruppate accanto ad essa per formare una pellicola per mantenere la forma della cellula che varia da flessibile e contrattile a rigida. Sono normalmente presenti numerosi mitocondri e estrusomi. La presenza di alveoli, la struttura delle ciglia, la forma della mitosi e vari altri dettagli indicano una relazione stretta tra i ciliati gli apicomplessi e i dinoflagellati. Questi gruppi insieme formano il clade degli alveolati.